# (5865) Qualytemocrina
(5865) Qualytemocrina es un asteroide perteneciente al cinturón de asteroides, región del sistema solar que se encuentra entre las órbitas de Marte y Júpiter, descubierto el 31 de agosto de 1984 por Antonín Mrkos desde el Observatorio Kleť, České Budějovice, República Checa.

## Designación y nombre
Designado provisionalmente como 1984 QQ. Fue nombrado Qualytemocrina en homenaje al International Comet Quarterly, que sirve como un archivo internacional de datos fotométricos sobre cometas, intentando ser un puente útil entre los astrónomos aficionados y profesionales; el nombramiento es debido con el número del siglo de la revista. Qualytemocrina es una obra de teatro sobre el título de la revista, cada letra del título se utiliza y con una combinación de orden de las palabras y la inversión del orden de las letras. El descubridor de este objeto fue uno de los descubridores de cometas y astrometristas más prolíficos de las últimas décadas.

## Características orbitales
Qualytemocrina está situado a una distancia media del Sol de 2,407 ua, pudiendo alejarse hasta 2,723 ua y acercarse hasta 2,091 ua. Su excentricidad es 0,131 y la inclinación orbital 7,618 grados. Emplea 1364,50 días en completar una órbita alrededor del Sol.

## Características físicas
La magnitud absoluta de Qualytemocrina es 13,7. Tiene 5,956 km de diámetro y su albedo se estima en 0,138. 